# Похищение трупов

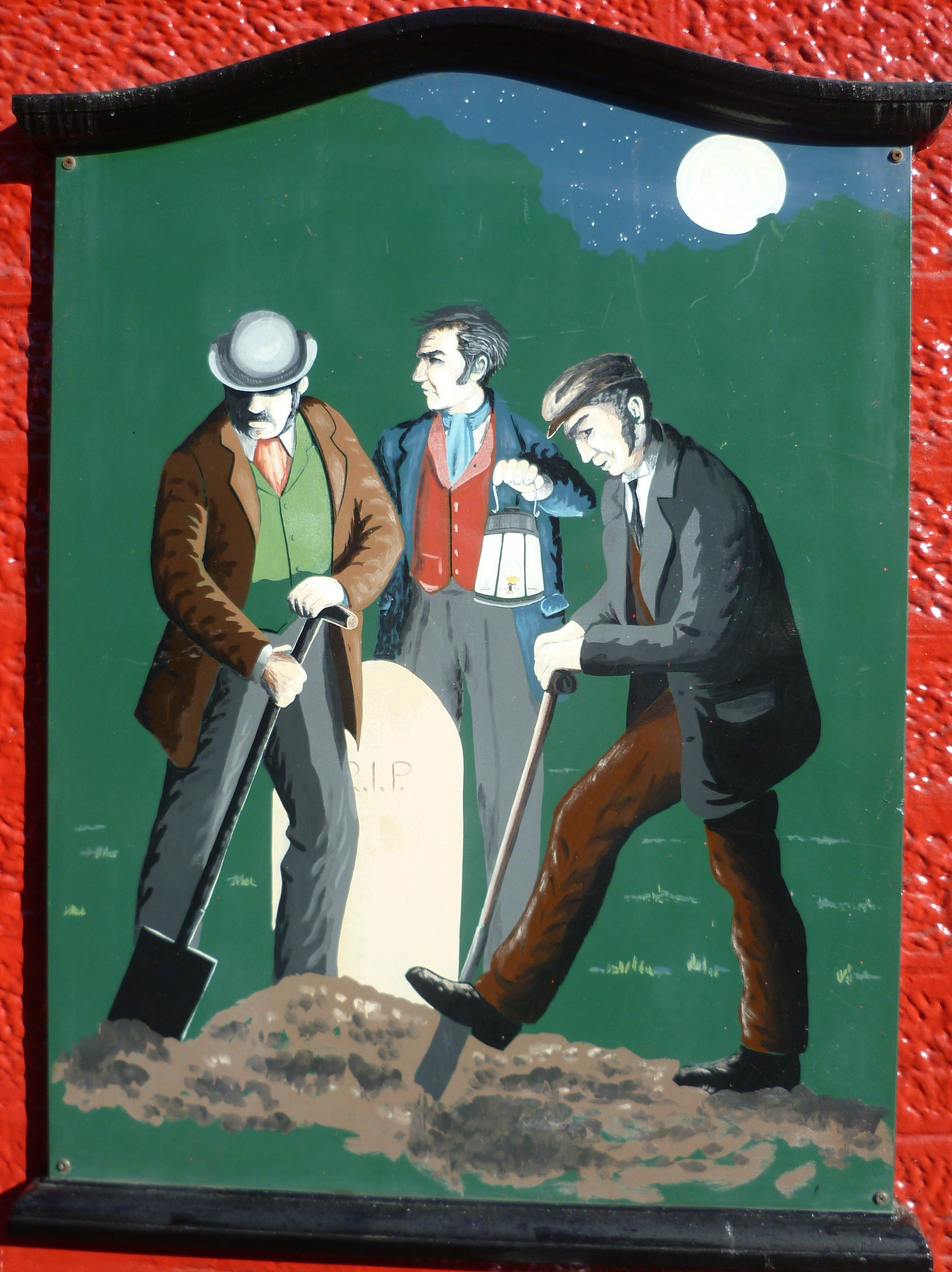
Похищение трупов на картине

Похищение трупов (англ. body snatching) — существовавшая в прошлом и получившая наибольшее распространение в Великобритании первых десятилетий XIX века практика тайной незаконной эксгумации тел покойников на кладбищах с целью последующей продажи в медицинские учебные заведения для проведения лекций по анатомии и диссекций.
Тех, кто занимался похищением трупов, в Англии часто называли рессурекционистами (англ. resurrectionists, resurrection-men), то есть «воскресителями» или «воскрешателями» (естественно, иронически).

## Причины
До принятия Анатомического акта 1832 года в Великобритании не требовалось никакой лицензии для открытия анатомической школы, но также не было никакого законного способа для того, чтобы поставлять трупы студентам-медикам в целях изучения анатомии, за исключением тел казнённых преступников, число которых с начала XIX века резко уменьшилось после отмены Кровавого кодекса и резкого сокращения числа казней. Число же учебных медицинских учреждений с 1815 года стало резко увеличиваться, и потребность в мёртвых телах в качестве «наглядных пособий» была огромной.
Поэтому, хотя похищение трупов стало официально признанным уголовным преступлением, за которое наказывали штрафом и тюремным заключением, оно превратилось в достаточно прибыльный бизнес, и многие люди сознательно шли на риск, занимаясь им.

## Свидетельства

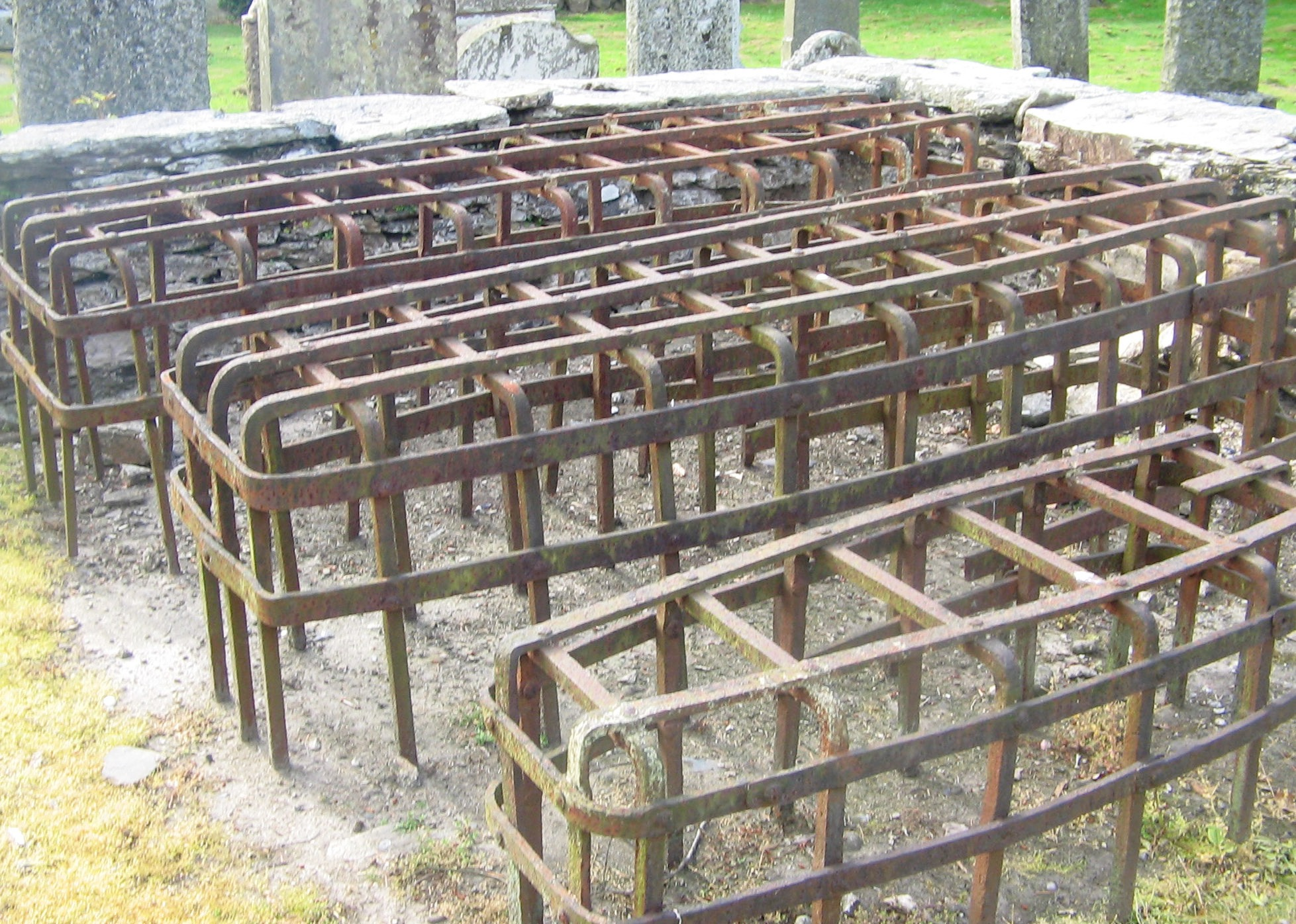
Железные конструкции «мортсейф» для предотвращения кражи трупов

В 1820-е годы похищение трупов стало столь распространённым, что родственники и друзья умерших людей часто наблюдали за могилой усопшего в течение некоторого времени после похорон, чтобы его тело не было похищено. Железные гробы также часто стали использоваться для похорон, или же могилы накрывались специальными железными конструкциями, называемыми mortsafes (букв. «безопасность мёртвых»), и на старых кладбищах некоторых городов Великобритании они сохранились до сих пор.

## Великобритания
До принятия Закона об анатомии 1832 года единственным легальным источником трупов для анатомических целей в Великобритании были трупы, приговоренные судами к смерти и расчленению. Лица, приговоренные судами к препарированию, часто виновны в сравнительно более тяжких преступлениях. В XVIII веке сотни людей были казнены за мелкие преступления, но к XIX веку лишь около 56 человек ежегодно приговаривались к смертной казни. Однако с расширением медицинских вузов ежегодно потребовалось до 500 трупов 2.
Вскрытие могилы является мелким правонарушением по общему праву, а не уголовным преступлением и, следовательно, наказуемо штрафом и тюремным заключением, а не транспортировкой или казнью.
Похищение тел стало настолько распространенным, что родственники и друзья умершего зачастую присматривали за телом до захоронения, а затем, после захоронения, ухаживали за могилой, не допуская её вскрытия. Часто использовались и железные гробы, или могилы охранялись каркасом из железных прутьев, называемым мортафами, хорошо сохранившиеся образцы которых можно увидеть на кладбище Грейфриаров в Эдинбурге.
Посетители старых Эдинбургских кладбищ, наверное, заметили странное сходство с зоологическими садами, рядами железных клеток, которые скорее напоминают логова диких животных, чем тихие места отдыха умерших.
Морт-хаусы, такие как круговой дом Удны Морта в Абердиншире, построенный в 1832 году, также использовались для хранения тел до разложения, что делало трупы бесполезными для медицинской диссекции.
Один из методов, который использовали похитители тел, состоял в том, чтобы копать в головном конце недавнего захоронения, копая деревянной лопатой (тише, чем металл). Когда они добрались до гроба (в Лондоне могилы были довольно мелкие), они раскрывали гроб, обвязывали труп веревкой и вытаскивали его наружу. Зачастую они старались не красть ничего, например драгоценности или одежду, поскольку это могло бы повлечь за собой уголовную ответственность.
Медицинский журнал The Lancet сообщал и о другом методе. Территория площадью с люк была удалена на расстояние от 15 до 20 футов (5-6 метров) от изголовья могилы, затем вырывали тоннель для перехвата гроба, который должен был находиться на расстоянии около 4 футов (1,2 м) вниз. Край гроба убирали, а труп вытягивали через тоннель. Затем заменяли газон, и любые родственники, наблюдающие за могилами, не обращали внимания на небольшие, удаленные от самой могилы, беспорядки. В статье говорится, что количество найденных пустых гробов «несомненно, доказывает, что в это время часто происходило похищение тел».
В 1827 и 1828 годах Бёрк и Хэр привнесли новое направление в продажу трупов врачам, когда для этого уже убивали живых людей, а не грабили могилы умерших. Их деятельность, а также деятельность их последователей привела к принятию Анатомического акта 1832 г. Он позволил использовать невостребованные тела и тела, пожертвованные родственниками, для изучения анатомии и потребовало лицензирования преподавателей анатомии, что, по сути, положило конец торговле похищенными телами. Использование органов для научных исследований в Соединённом Королевстве в настоящее время регулируется Управлением по исследованию тканей человека.
Построенное в 1837 году лондонское кладбище Саут Метрополитен в Западном Норвуде имело высокие стены и перила для предотвращения несанкционированного проникновения.
В 1862 году на кладбище Уордсенд в Шеффилде был обнаружен последний случай похищения тел.

## Соединённые Штаты
В Соединённых Штатах похитители тел, как правило, работали небольшими группами, которые занимались поиском и разграблением свежих могил. Предпочтение обычно отдавалось свежим могилам, поскольку земля ещё не уселась, поэтому копать было проще. Выкопанную землю часто складывали на брезент, поэтому близлежащие участки земли оставались неповрежденными. Начинались раскопки с изголовья могилы. Оставшаяся на гробу земля представляла собой противовес, который ломал частично закрытую крышку гроба (которая была покрыта мешками для приглушения шума), в то время как ломы или крюки вытаскивали крышку у изголовья гроба. Обычно с тела снимали одежду и бросали обратно в гроб до тех пор пока землю не вернут на место 9.
Известно также, что воскресители нанимали женщин на работу в качестве скорбящих родственников и заявляли о трупах погибших в бедных домах. Женщин также нанимали для участия в похоронах в качестве скорбящих; их целью было выяснить, с какими трудностями могут столкнуться похитители тел позднее во время эксгумации. Подкупленные слуги иногда предлагали похитителям тел доступ к своему мертвому хозяину или хозяйке, лежащей в штатском; извлеченное тело заменялось грузами.
Хотя медицинские исследования и образование в Соединённых Штатах отставали от европейских колледжей, интерес к анатомической диссекции в Соединённых Штатах возрос. Филадельфия, Балтимор, Нью-Йорк с несколькими медицинскими школами славились активностью по похищению тел: во всех местах было много трупов. Поиск предметов для вскрытия оказался «морально тревожным» для студентов анатомических вузов.

### Похищение тел и расовая принадлежность
Общественные кладбища обустроены не только согласно социально-экономическому положению, но и расовой принадлежностью. Нью-Йорк был на 15 % чёрным в 1780-х годах. «Столы Бейли для расчленения, как и столы Колумбийского колледжа» часто брали тела из изолированного участка поля Поттера, негритянского могильника. Там были похоронены как свободные чернокожие, так и рабы. В феврале 1787 году группа свободных чернокожих обратилась в городской совет с петицией о студентах-медиках, которые «под покровом ночи… выкапывают тела умерших, друзей и родственников заявителей, увозят их без учета возраста и пола, изводят плоть из бессмысленного любопытства и затем подвергают её воздействию зверей и птиц».
В декабре 1882 года было обнаружено, что с ливанского кладбища было извлечено шесть тел, которые направлялись в Медицинский колледж Джефферсона для вскрытия. Афроамериканцы Филадельфии были возмущены, и толпа собралась в городском морге, куда были отправлены обнаруженные тела. По сообщениям, один из собравшихся настоятельно призвал группу поклясться, что они будут жаждать мести против тех, кто участвовал в осквернении могил. Другой мужчина закричал, когда обнаружил тело 29-летнего брата. Издательство Philadelphia Press прервало эту историю, когда пожилая женщина опознала тело мужа, на похороны которого она позволила себе попросить только 22 доллара на пристани, где он работал. Врачу Уильяму Форбсу предъявили обвинения, и дело привело к принятию различных анатомических законов.

### Общественный резонанс
21 февраля 1788 года из церкви Святой Троицы было похищено тело женщины. За информацию, которая приведет к аресту грабителей могил, глава церкви предложил награду в 100 долларов. В газете Daily Advertiser было написано много редакционных писем об этом инциденте: один такой писатель по имени Humanio предупреждал, что "жизни могут быть потеряны, если похитители останутся в живых…. Повод для беспокойства был: похищение тела воспринималось как «повседневное явление». Чтобы успокоить возмущенную публику, был принят закон, препятствующий деятельности похитителей тел; в конечном счете, анатомические акты, такие как Массачусетский закон об анатомии 1831 года, разрешали легализацию анатомических исследований.
До принятия этих мер, позволяющих охватить большее число субъектов, для защиты тел родственников применялось множество тактических приемов. Полицейские следили за местами захоронений, но часто получали взятки или напивались. В гробы клали пистолеты, а более бедные семьи оставляли такие предметы как камень, или травинка, или ракушка, чтобы показать, вскрывалась ли могила или нет. 13 апреля 1814 года Эдвард Савадж в своей коллекции сведений бостонской полиции сделал заметки о награждении: "Железные заборы были построены вокруг многих мест захоронения, в том числе в качестве сдерживающего фактора для похитителей тел погибших. Продавались «стальные могильные своды, защищенные от взлома», с обещанием, что останки близких не станут одним из 40000 тел, «каждый год искалеченных на столах для вскрытия в медицинских колледжах США». Медицинское присвоение тел вызвало большое недовольство населения. В период с 1765 по 1884 год было зарегистрировано не менее 25 массовых акций протеста против американских медицинских учебных заведений.

## В массовой культуре
Кража трупов из могил фигурирует в рассказе Роберта Льюиса Стивенсона «Похититель трупов» (англ. The Body Snatcher), основанном на истории уэст-портских убийств 1820-х гг.
Эпизод с незаконной эксгумацией описан в повести Марка Твена «Приключения Тома Сойера»: Том Сойер и Гек Финн, придя ночью на кладбище, становятся свидетелями того, как индеец Джо и бродяга Мэф Поттер по заказу доктора Робинсона выкапывают труп недавно умершего «старого хрыча» Вильямса. Затем Мэф Поттер затевает конфликт из-за желания получить дополнительную оплату, в завязавшейся драке индеец Джо, желая отомстить Робинсону за полученное пятью годами ранее унижение и пребывание в тюрьме (куда индейца посадил отец Робинсона), убивает доктора, используя нож потерявшего сознание Мэфа Поттера, после чего вкладывает орудие убийства в руку последнего, чтобы того признали убийцей.